# HD187473
HD187473 — хімічно пекулярна зоря спектрального класу B9, що має видиму зоряну величину в смузі V приблизно  7,3.
Вона  розташована на відстані близько 643,3 світлових років від Сонця.

## Фізичні характеристики
Телескоп Гіппаркос зареєстрував фотометричну змінність  даної зорі з періодом    4,72 доби в межах від  Hmin= 7,35 до  Hmax= 7,24.

## Пекулярний хімічний склад
Зоряна атмосфера HD187473 має підвищений вміст 
Eu
.